# کاتارزینا د لازاری-رادک
کاتارزینا د لازاری-رادک (به لهستانی: Katarzyna de Lazari-Radek) (زاده ۷ اوت ۱۹۷۵) یک فیلسوف سودگرا لهستانی و استاد دانشگاه در مؤسسه فلسفه در دانشگاه لودز است.
او همچنین در یک سمینار تابستانی در مورد اخلاق سودمندی در مدرسه تحصیلات تکمیلی اروپا و مدرسه بهار برای دانشجویان دکترا در دانشکده تحقیقات هلندی فلسفه تدریس کرده است. او بیشتر به دلیل همکاری با فیلسوف استرالیایی پیتر سینگر شناخته شده است.

## زندگی شخصی
د لازاری رادک در لودز، لهستان زندگی و کار می‌کند. او متأهل است و دو فرزند دارد. او علاوه بر فیلسوف بودن، بدنساز و باغبانی مشتاق است.

## انتشارات
- Rationing in medicine - recenzja, 2002
- Prorok wśród swoich, 2004
- W poszukiwaniu złotego środka, 2007
- Singer kontratakuje, 2009
- Konsekwencjalizm i tajemnica: obrona ezoterycznej moralności, 2013
- The Point of View of the Universe: Sidgwick and Contemporary Ethics (with Peter Singer), Oxford University Press, 2014
- Utilitarianism: A Very Short Introduction (with Peter Singer), Oxford University Press, 2017
- Godny pożądania stan świadomości Wydawnictwo Uniwersytetu Łódzkiego, 2021